# スミヤ
スミヤ（10月25日 - ）は、日本の漫画家。主に成人向け漫画を執筆している。右利き。一般向け作品の執筆には別名義「住屋昭博」を使用している。また、同人サークル「furuike」でも活動している。

## 作品リスト

### 単行本
1. 『Romareda -ロマレダ-』
2006年12月28日発行（2006年12月15日発売[2]）、茜新社〈TENMACOMICS LO #36〉、ISBN 4-87182-884-0
  - ロマレダ（COMIC LO 2004年12月号）
  - ケアステ（COMIC LO 2005年12月号）
  - 雪列車（COMIC LO 2006年3月号）
  - ふたりのヒエラルキー（COMIC LO 2005年8月号）
  - ヌイグルミ（COMIC LO 2005年9月号）
  - 彼女の秘密基地（COMIC LO 2005年4月号）
  - 子宝堂（コミックピーメイト Vol.3）
  - ヨバイド（COMIC LO 2005年3月号）
  - ウソツキノワラベ（COMIC LO 2005年6月号）
  - 守り子唄（COMIC LO 2007年1月号）
2. 『Lycoris -リコリス-』
2010年3月31日発行（2010年3月19日発売[3]）、茜新社〈TENMACOMICS LO #80〉、ISBN 978-4-86349-138-0
  - 冬がさむくて（COMIC LO 2008年1月号）
  - ハナゾノ（COMIC LO 2007年3月号）
  - マツリノハジ（COMIC LO 2008年6月号）
  - オハナシ（COMIC LO 2010年3月号）
  - ふたりはライバル（COMIC LO 2009年8月号）
  - 月の姫（COMIC LO 2010年1月号）
  - アタシノモノ（COMIC LO 2008年8月号）
  - ラヴリーゴースト（COMIC LO 2008年12月号）
  - 花火の灯り（COMIC LO 2009年10月号）
  - なぞなぞ（COMIC LO 2009年5月号）
  - condo（描き下ろし）
  - エンドロール（描き下ろし）
3. 『SAYONARA FAIRIES』
2013年3月10日発行（2013年2月22日発売[4]）、茜新社〈TENMACOMICS LO #129〉、ISBN 978-4-86349-346-9
  - さよならフェアリー #1（COMIC LO 2011年5月号）
  - さよならフェアリー #2（COMIC LO 2011年9月号）
  - さよならフェアリー #3（COMIC LO 2012年2月号）
  - さよならフェアリー #4（COMIC LO 2012年7月号）
  - あなたの視界（COMIC LO 2010年5月号）
  - 月がきれいで（COMIC LO 2010年12月号）
  - およめさん（COMIC LO 2011年1月号）
  - encore lesson #1（描き下ろし）
  - ゴシック（COMIC LO 2010年9月号）
  - twelve steppes（COMIC LO 2013年2月号）
  - encore lesson #2（描き下ろし）
4. 『センテンス・ガール』[5]
2013年12月30日発行（2013年11月30日発売[6]）、ワニマガジン社〈ワニマガジンコミックススペシャル〉、ISBN 978-4-86269-280-1
  - センテンス・ガール（COMIC快楽天 2011年3月号）
  - センテンス・ガール・アンダンテ（COMIC快楽天 2011年7月号）
  - センテンス・ガール・アレグロ（COMIC快楽天 2012年7月号）
  - センテンス・ガール・アジタート（COMIC快楽天 2012年8月号）
  - センテンス・ガール・アダージョ（COMIC快楽天 2012年9月号）
  - うとうと（COMIC快楽天 2011年10月号）
  - モンスターズ（COMIC快楽天 2013年8月号）
  - ヒトメボレ（COMIC快楽天 2011年12月号）
  - ウソツキメガネ（COMIC快楽天 2013年1月号）
  - 悪食な馬と鹿（COMIC快楽天 2013年6月号）
  - Sentence Girl After Story（描き下ろし）
5. 『Bitches Plan』[7]
2016年6月20日発行（2016年5月20日発売[8]）、ワニマガジン社〈ワニマガジンコミックススペシャル〉、ISBN 978-4-86269-427-0
  - 破天荒スライド（COMIC快楽天 2016年4月号）
  - ドクゼツおんなのこ <犬>（COMIC快楽天 2014年2月号）
  - ドクゼツおんなのこ <猫>（COMIC快楽天 2014年5月号）
  - Bitches Dance（COMIC快楽天 2015年6月号）
  - Bitches Key（COMIC快楽天 2015年8月号）
  - Bitches Run（COMIC快楽天 2015年10月号）
  - Bitches Plan（COMIC快楽天 2015年12月号）
  - しあわせれしぴ（COMIC快楽天 2014年9月号）
  - わたしのおうじさま（COMIC快楽天 2015年3月号）
  - IN THE RAIN（COMIC快楽天 2014年12月号）
  - Rain Fall（描き下ろし）
6. 『Grand Hotel Life』
2018年7月20日発売[9]、ワニマガジン社〈ワニマガジンコミックススペシャル〉、ISBN 978-4-86269-569-7
  - Dreamer’s hopeful（COMIC快楽天 2018年5月号）
  - Grand Hotel Revenge（COMIC快楽天 2017年6月号）
  - Grand Hotel Snatch（COMIC快楽天 2017年8月号）
  - Grand Hotel Voice（COMIC快楽天 2017年10月号）
  - Grand Hotel Maid（COMIC快楽天 2017年12月号）
  - Grand Hotel Life（COMIC快楽天 2018年2月号）
  - ハッピーカンバセーション（COMIC快楽天 2016年11月号）
  - グランスール（COMIC快楽天 2016年7月号）
  - コイビト・バイブレーション（COMIC快楽天 2017年1月号）
  - ハジマリ・バイブレーション（COMIC快楽天 2017年3月号）
7. 『オートマチック・ガール』
2020年10月15日発売[10]、ワニマガジン社〈ワニマガジンコミックススペシャル〉、ISBN 978-4-86269-736-3
  - オートマチック・ガール（COMIC快楽天 2020年9月号）
  - Neighbors（COMIC快楽天 2020年4月号）
  - カタコイ×スクエア scene 1-3（COMIC快楽天 2019年3, 5, 7月号〈「カタコイ×スクウェア」から改題〉）
  - ツメタイシグサ（COMIC快楽天 2020年6月号）
  - Shuttered（COMIC快楽天 2020年1月号）
  - PITCH CAMP（COMIC快楽天 2019年11月号）
  - オソウジ（COMIC快楽天 2018年9月号）
  - 無表情レゾナンス（COMIC快楽天 2018年12月号）
  - Winding Mechanism（描き下ろし）
8. 『おさがりセックスフレンド』
2022年10月14日発売、[11]、ワニマガジン社〈ワニマガジンコミックススペシャル〉、ISBN 978-4-86269-866-7
  - おさがりセックスフレンド #1（COMIC快楽天 2022年3月号）
  - おさがりセックスフレンド #2（COMIC快楽天 2022年6月号）
  - おさがりセックスフレンド #3（COMIC快楽天 2022年8月号）
  - 好きと聞かせて（COMIC快楽天 2021年9月号）
  - おとなりインシデント（COMIC快楽天 2021年3月号）
  - 恋愛パッショネイト（COMIC快楽天 2021年6月号）
  - イクパン（COMIC快楽天 2022年10月号）
  - 好きなら…（COMIC快楽天 2020年12月号）
  - 路地裏のふたり（COMIC快楽天 2021年12月号）
  - Pass The Sex Friend [End Roll]（描き下ろし）
9. 『派遣のナカノさんは元AV女優』
2024年12月13日発売、[12]、ワニマガジン社〈ワニマガジンコミックススペシャル〉、ISBN 978-4-86812-022-3
  - 派遣のナカノさんは元AV女優 vol.1（COMIC快楽天2023年3月号）
  - 派遣のナカノさんは元AV女優 vol.2（COMIC快楽天2023年5月号）
  - 派遣のナカノさんは元AV女優 vol.3（COMIC快楽天2023年11月号）
  - 派遣メイドの友鷹さん（COMIC快楽天2024年2月号）
  - 見た目がスベテ（COMIC快楽天2023年8月号）
  - 20:30（COMIC快楽天2024年7月号）
  - 集合住宅のジュリエット（COMIC快楽天2024年10月号）

### 単行本未収録作品
- ニアネス・ユニバース（COMIC LO 2013年4月号）[13]
- メロンソーダ（COMIC LO 2014年7月号）[14]
- ハッピー・カンバセーション（COMIC快楽天 2016年11月号）[15]

### 住屋昭博名義
- キツネガミ（月刊コミックブレイド 2006年8月号）